# Teucholabis atripennis
Teucholabis atripennis är en tvåvingeart som beskrevs av Alexander 1940. Teucholabis atripennis ingår i släktet Teucholabis och familjen småharkrankar.
Artens utbredningsområde är Ecuador. Inga underarter finns listade i Catalogue of Life.